# 长眉企鹅

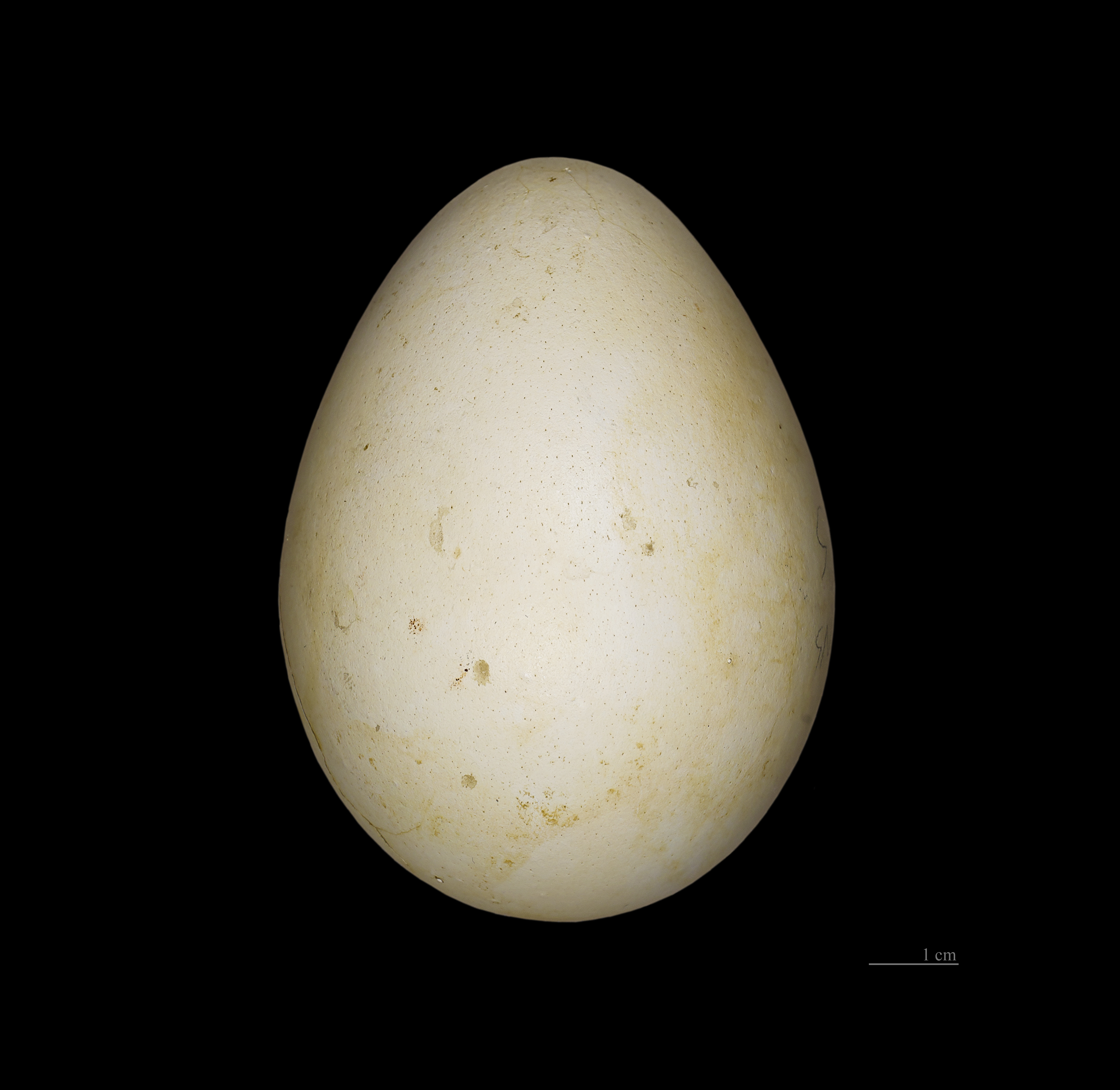
Eudyptes chrysolophus

，是企鹅目企鹅科的一种鸟类。与白颊黄眉企鹅亲缘最近，马卡罗尼企鹅是世界上数量最多的企鹅，当前共有2400万只。成年马卡罗尼企鹅身高约71厘米，重约5-6千克。

## 命名与分类
马卡罗尼企鹅1837年由德国自然科学家约翰·弗里德里希·冯·勃兰特（Johann Friedrich von Brandt）命名，它的学名“chrysolophus'”取自古希腊语，为“金色头冠”之意，这是因为马卡罗尼企鹅头顶上有一束标志性的金色羽毛。
而“马卡罗尼”音译自于英文通用名“Macaroni”，这种英文叫法源自于英国探险家，因为在发现马卡罗尼企鹅的18世纪，该词泛指一群崇尚意大利文化、生活奢侈、打扮时髦的英国花花公子，很可能是马卡罗尼头顶上那束显著的金色羽毛与这些花花公子的发型十分相似，因此也得到了同样的名称。
马卡罗尼企鹅又有“通心面企鹅”的名称，其实马卡罗尼企鹅与食物通心面没有任何直接的联系，只是英文名Macaroni一词，最常用的中文翻译乃是通心面一词，起初很可能是误译的缘故，而今在中文世界，通心面企鹅也已广为流传。
马卡罗尼企鹅的另一个名称“长冠企鹅”，同样是根据它们的显著特征——头顶的长长的金色羽毛而来。
在分类上，线粒体和细胞核的DNA证据表明，马卡罗尼企鹅是1500万年前从与他亲缘关系最近的白颊黄眉企鹅分支出来。马卡罗尼企鹅与白颊黄眉企鹅外形十分相似，但马卡罗尼企鹅面部为黑色，而白颊黄眉企鹅面部为白色。

## 分布
马卡罗尼企鹅目前在全世界约有2400万只，是企鹅科中数量最多的属种，主要分布于南极半岛及亚南极区（紧邻南极圈以北的地区），目前至少集中于50处栖息地存有至少216群，包括福克兰群岛、南乔治亚群岛和南三明治群岛，南奥克尼群岛（South Orkney Islands）和南设得兰群岛、布韦岛、爱德华王子群岛、南极半岛等地。

## 体形特征
马卡罗尼企鹅腹部、胸部和尾部呈白色，头部和脸颊呈黑色或深灰色，背部呈蓝黑色，体重在3.2-6.1千克，身高在51-77厘米，雄性体型明显大于雌性，但雄性翅膀较小，但并有冠企鹅属企鹅的典型特种，头顶部有黄色和黑色的较长羽毛，眼睛为红色。

## 生活习性
马卡罗尼企鹅一般选在陡峭的山地地面上做窝，经常要从海边穿过碎石行进数百米才能到达自己的巢穴，所选之地通常没有鸟类或鸟类很少。
马卡罗尼企鹅主要以磷虾为食，也捕食鱿鱼和小鱼。
和所有企鹅一样，马卡罗尼企鹅拥有很强的潜水本领，但不会飞行。

## 繁殖
成年雌性马卡罗尼企鹅5岁达到性成熟，雄性6岁达到性成熟，每年繁育一次，繁育季节不定，但同一个种群会在同一时间进行繁育。
雌企鹅独自开挖一片低地作为巢穴，然后雌雄双方一同用鹅卵石将巢穴围边。
马卡罗尼企鹅的蛋质地粗糙并带有浅蓝色。雌企鹅窝产蛋两枚，第一枚很小，重量只有第二枚的61%-64%，第一枚蛋很不受企鹅夫妇关心，第一枚蛋产下3天后，雌企鹅将产下第二枚蛋，此时企鹅夫妇将对第一枚蛋置之不理，因此第一枚蛋经常会被栖息地的海鸟如贼鸥等吃掉，或者被毁坏。企鹅蛋的孵化期为35-37天，小企鹅出生后，雄企鹅会负责看护20天左右，随后企鹅群中的小企鹅组成特有的托儿所。雌雄企鹅将继续照顾小企鹅60-70天时间，直到小企鹅能够独立生存。